# Lobelia caerulea
Lobelia caerulea är en klockväxtart som beskrevs av John Sims. Lobelia caerulea ingår i släktet lobelior, och familjen klockväxter. Inga underarter finns listade i Catalogue of Life.